# 福岡財務支局
福岡財務支局（ふくおかざいむしきょく）は福岡県福岡市博多区にある財務省の地方支分部局。福岡県など3県を管轄する。

## 概要
かつての北九州財務局。1981年、国の行政改革に伴い熊本市の「南九州財務局」に統合され、統合後の本局が「九州財務局」として熊本市に置かれた。北九州財務局の所掌は、九州財務局の支局として現在も存続している。
九州財務局の支局であるが、管轄地域の人口は九州一の人口を持つ福岡県を有しているため、九州財務局本局の管轄地域よりも多い。

## 管内財務事務所・出張所
- 福岡財務支局本局
  - 小倉出張所
  - 佐賀財務事務所
  - 長崎財務事務所
    - 佐世保出張所